# Манжетне ущільнення

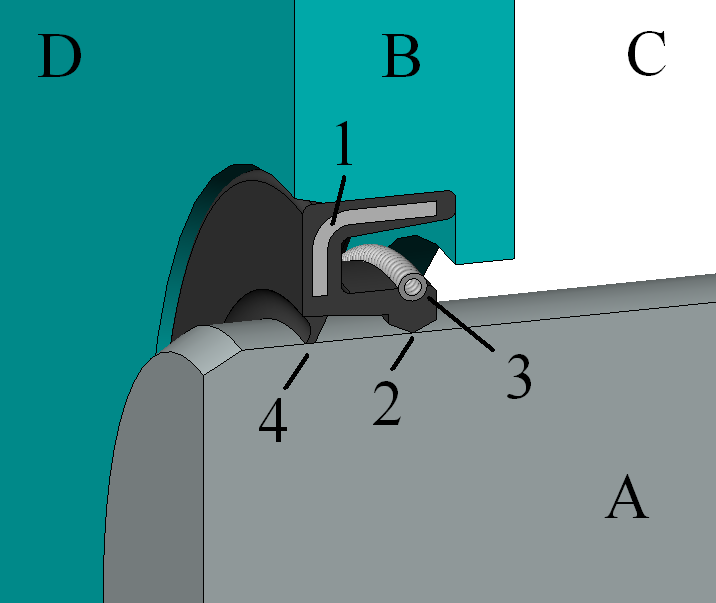
Манжетний защільнювач за DIN 3760 вала з кріпленням у корпусі
A: Вал
B: Корпусна деталь
C: Середовище з вищим тиском
D: Середовище з нижчим тиском
1: Металеве армування манжети
2: Защільнювальна поверхня
3: Браслетна пружина
4: Пилоочисник (не обов'язково)

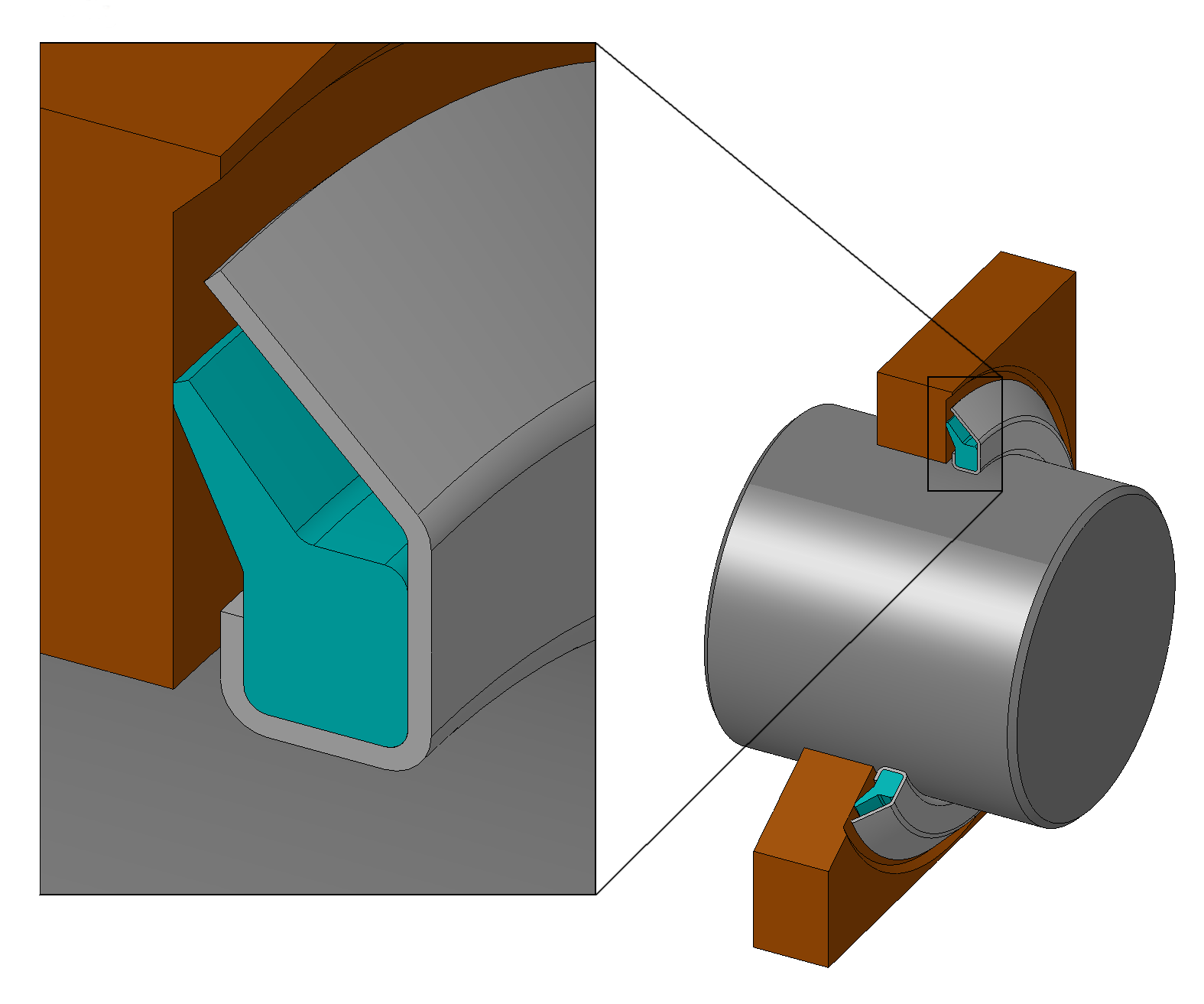
Манжетний защільнювач з кріпленням на валу і рухомим контактом по плоскій поверхні

Манже́тне ущі́льнення (манжетний защільнювач) — рухомий защільнювач контактного типу, основним елементом (защільником) якого є еластомерна манжета, котра встановлена у корпусі (або на валу), защільнювальна поверхня якої притиснута тиском середовища, що защільнюється, або пружними силами матеріалу манжети чи браслетною пружиною до гладкої циліндричної (або плоскої) поверхні вала (або корпуса).

## Класифікація манжетних защільнювачів
За використанням манжетні защільнювачі поділяються на:
- защільнювачі обертових з'єднань (обертових валів);
- защільнювачі з'єднань поступального руху (поршя і штока гідроциліндра).

## Защільнювачі валів
Манжетні защільники за ГОСТ 8752-79 та ГОСТ 6678-72 з натискною пружиною при перепадах тиску 0,05…0,15 МПа є найпоширенішим методом герметизування валів через простоту конструкції, малі вартість та габарити, високі показники герметичності та стійкість до агресивних середовищ.
Можливості манжетних защільнювачів обмежуються характеристиками матеріалу манжети. У першу чергу мають значення: прискорене старіння при високій температурі, втрата еластичності при низькій температурі та окрихчення при великих швидкостях ковзання у зоні контакту. Звідси витікають високі вимоги до точності та шорсткості защільнювальної поверхні вала, а також, темепературного діапазону роботи защільника.
Манжетні защільнювачі валів добре себе зарекомендували за наступних умов експлуатації:
- тиск (перепад тисків) p = 0,05…0,15 МПа;
- контактні навантаження у зоні притискання защільника (див. рис.) до вала pк < 1 МПа;
- швидкість ковзання V < 15…20 м/с;
- температурний діапазон роботи t = −50°C…+150 °C;
- герметичність (питомі витоки на одиницю довжини контакту за одиницю часу) Q < 1,0 мм³/(м·с);
- ресурс роботи 1000…5000 год.

## Защільнювачі поршня і штока

### Угідроприводах
Умови роботи манжетних защільників гідроциліндрів наступні:
- тиск (перепад тисків) p < 50 МПа, а для деяких конструкцій до 100 МПа;
- швидкість ковзання V < 0,5 м/с;
- температурний діапазон роботи t = −60°C…+200 °C.

Для защільнення використовують манжети наступних видів:
- нормальні за ГОСТ 6969-54[4] та ГОСТ 14896-84[5]
- шевронні за ГОСТ 22704-77[6]

### У пневмоприводах
Умови роботи манжетних защільників у пнемоциліндрах:
- тиск (перепад тисків) p < 0,005…1 МПа
- швидкість ковзання при зворотно-поступальному русі до 1 м/с
- температура експлуатації t = — 65 °C до +150 °C .

У пневмоприводах використовують манжети за ГОСТ 6678-72

### Очисники бруду (пилоочисники)
Брудознімачі для штоків і пневмоциліндрів за ГОСТ 24811-81 призначені для захисту контактних поверхонь защільнювача від бруду і пилу.